# TV Câmara
TV Câmara es un canal de televisión abierta brasileño que emite los debates de la Cámara de Diputados de Brasil, junto con programas informativos, culturales, películas de producción independiente y documentales. Fue lanzado el 20 de enero de 1998. Forma parte del grupo de canales obligatorios (must-carry) que deben ser distribuidos por las proveedoras de televisión por suscripción. Además, también está disponible como canal abierto en satélite para su recepción mediante antenas parabólicas. 